# Mogyoród
Mogyoród é uma vila no condado de Pest, na Hungria. Aqui teve lugar a Batalha de Mogyoród a 14 de março de 1074, opondo Salomão, rei da Hungria e seus primos Géza e S. Ladislau, que reivindicam direitos ao trono. Para comemorar a vitória, Ladislau fundou um mosteiro na montanha Klastrom. Entre os pontos turísticos da aldeia, estão a igreja católica romana, construída entre 1745 e 1749, a estátua de São João Nepomuceno, e a igreja paroquial barroca construída pelo Bispo de Vác. O autódromo de Hungaroring está localizado aqui.

## Localização
A cidade fica a 18  km de Budapeste ao lado da auto-estrada M3 no vale das colinas de Gödöllői. Seu ponto mais alto é a montanha Somlyó (Gyertyános 326m) que pode ser vista da autoestrada ou do HÉV. Muitas pessoas vêm morar aqui por causa de sua proximidade a Budapeste, mantendo a tranquilidade do país.

## História

### Origem do nome
O nome da cidade deriva da palavra húngara para avelã, e pode ser traduzido aproximadamente como "rico em avelãs". Embora hoje existam apenas alguns arbustos de avelã, a tradição local afirma que o mais antigo de todos é do que ainda está no presbitério.
O nome da cidade pode ser encontrado em muitos documentos como "Mogyoród" no alfabeto latino, em documentos fiscais turcos como "Magoród" e "Mogyorós", e em diplomas eclesiásticos  como "Monorond", "Mangerat", "Munerod". e "Mamorade".

#### Batalha de Mogyoród
A fonte mais autêntica da batalha é uma carta escrita no Sacro Império Romano numa data posterior aos fins do ano 1074. O próximo recurso no tempo é da Crônica Iluminada que dá detalhes da batalha O único local importante perto da batalha era Zymgota (Cinkota), que fica perto da montanha Monorod ("rica em avelãs") onde a batalha foi travada. A única maneira de encontrar o lugar exato é procurar a vala comum que foi cavada a seguir à batalha, porque os escritos daquela época não podem ser usados agora porque a paisagem se alterou (principalmente causa de a localização das florestas e dos prados).

## Economia

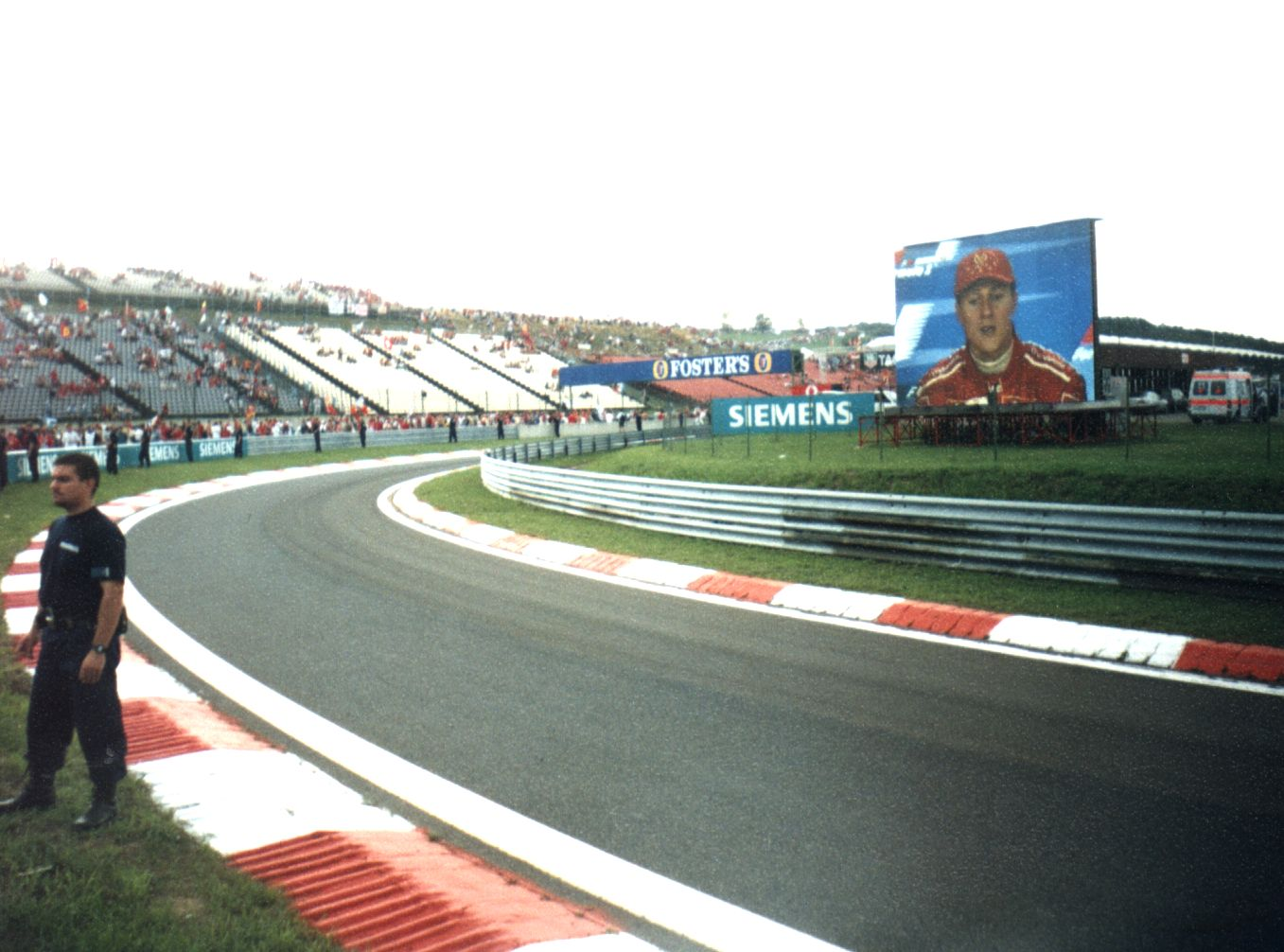
Michael Schumacher no Hungaroring.

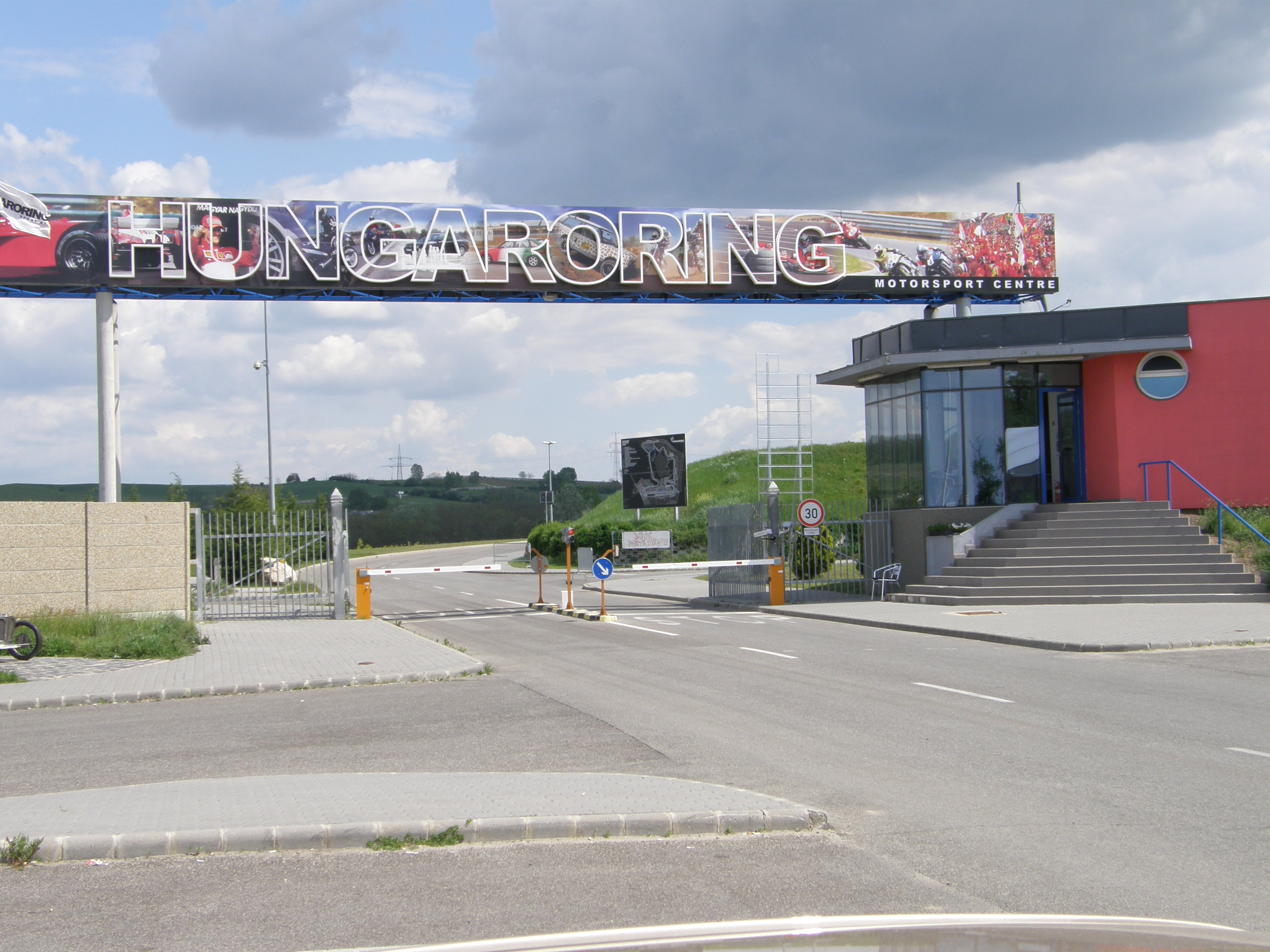
Uma entrada do Hungaroring

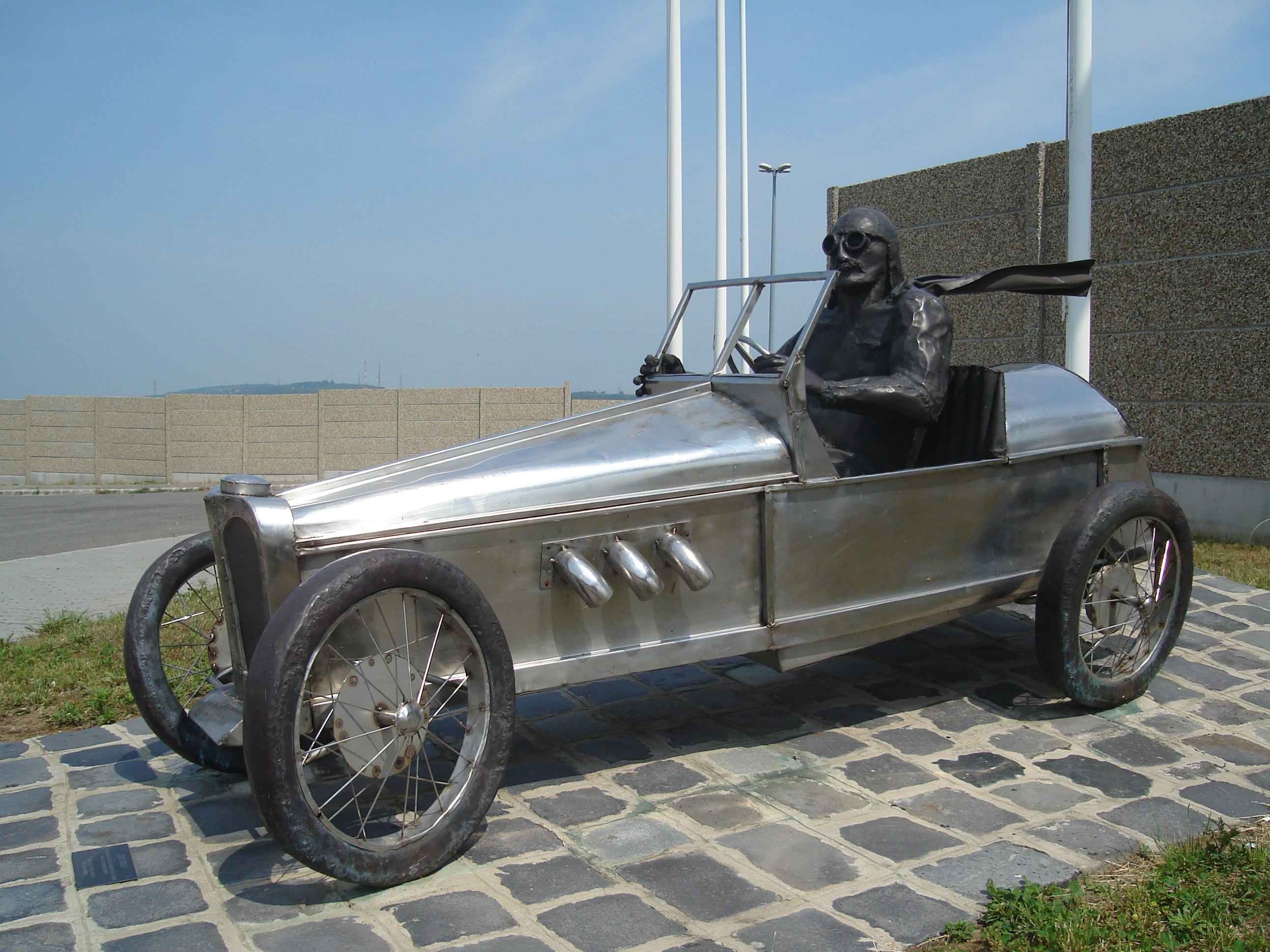
A estátua de Ferenc Szisz, um piloto de carros de corrida húngaro, vencedor da primeira corrida do Grand Prix em 26 de junho de 1906

A principal receita da aldeia vem do turismo. O Grande Prêmio da Hungria é famoso em todo o mundo.  Muitas pessoas visitam as corridas realizadas no hipódromo de Hungaroring. Torneios são realmente freqüentes, cerca de vinte corridas nacionais de carros e motores estão lá todos os anos. E há também outros programas (shows de carro, corridas particulares, torneios gratuitos, corridas de bicicleta, competições de corrida, etc.). Outra visão principal do assentamento é o Aquapark de Mogyoród, que é um dos mais famosos parques aquáticos da Hungria. Pessoas famosas costumam visitar o parque (por exemplo, pilotos de Fórmula 1, artistas, cantores, celebridades, etc.). E também a maior parte do território da aldeia é composta por lotes de fim de semana com casas de fim de semana, que são casas de verão de muitas pessoas de Budapeste.

## Coisas para ver
- Igreja Católica (barroca, 1749, construída sobre a ruína do antigo mosteiro da Ordem de São Bento)
- Passos da Cruz e a estátua de S. João Nepomuceno do século XVII)
- Hungaroring
- Pince sor (vinhas em uma rua)
- Praça principal
- Parque aquático Aquaréna (hu: Aquaréna)

## Residentes notáveis
- Károly Bebo, escultor e construtor húngaro